# オーロラ (オンタリオ州)
オーロラ（英: Aurora）は、カナダのオンタリオ州ヨーク地域の町である。グレータートロントの一部であり、人口は約53.2千人。
トロントのダウンタウンから約50 km北方に位置する。南をリッチモンドヒルに接しており、北をニューマーケットに接している。多くの住民はトロントや周辺の都市に通勤している。

## 交通

### 鉄道
- VIA鉄道
- GOトランジット（バリー線）

### 高速道路
- 400番台オンタリオ・ハイウェイ
  - ハイウェイ404号線 (Highway 404)

### バス
- ヨーク地域交通局（York Region Transit）
- VIVA：バス・ラピッド・トランジット